# احمد ابراهیم (سیاستمدار)
احمد بن ابراهیم (به انگلیسی: Ahmad Ibrahim) (۱۷ مه ۱۹۲۷–۲۱ اوت ۱۹۶۲) یک سیاستمدار سنگاپوری بود که بین سالهای ۱۹۵۹ تا ۱۹۶۱ وزیر بهداشت، و از سال ۱۹۶۱ تا زمان مرگش در سال ۱۹۶۲، وزیر کار در اولین کابینه سنگاپور بود. احمد که یک اتحادیه‌گرا فعال بود، برای اولین بار در انتخابات سراسری سال ۱۹۵۵ به عنوان نامزد مستقل حضور یافت و به عنوان نماینده سمباونگ در مجلس قانونگذاری انتخاب شد.